# Manantenina
Manantenina is een plaats en commune in het zuiden van Madagaskar, behorend tot het district Tôlanaro, dat gelegen is in de regio Anosy. Tijdens een volkstelling in 2001 telde de plaats ongeveer 19.000 inwoners. De plaats ligt langs de kust van de Indische Oceaan en langs de onverharde weg Route nationale 12a.
De plaats biedt lager en voortgezet onderwijs. 50 % is visser, 35% landbouwer en 10% houdt zich bezig met veeteelt. Met name wordt er cassave verbouwd. Ook wordt er zoete aardappelen en rijst verbouwd. 5% van de bevolking is werkzaam in de dienstensector.

## Foto's

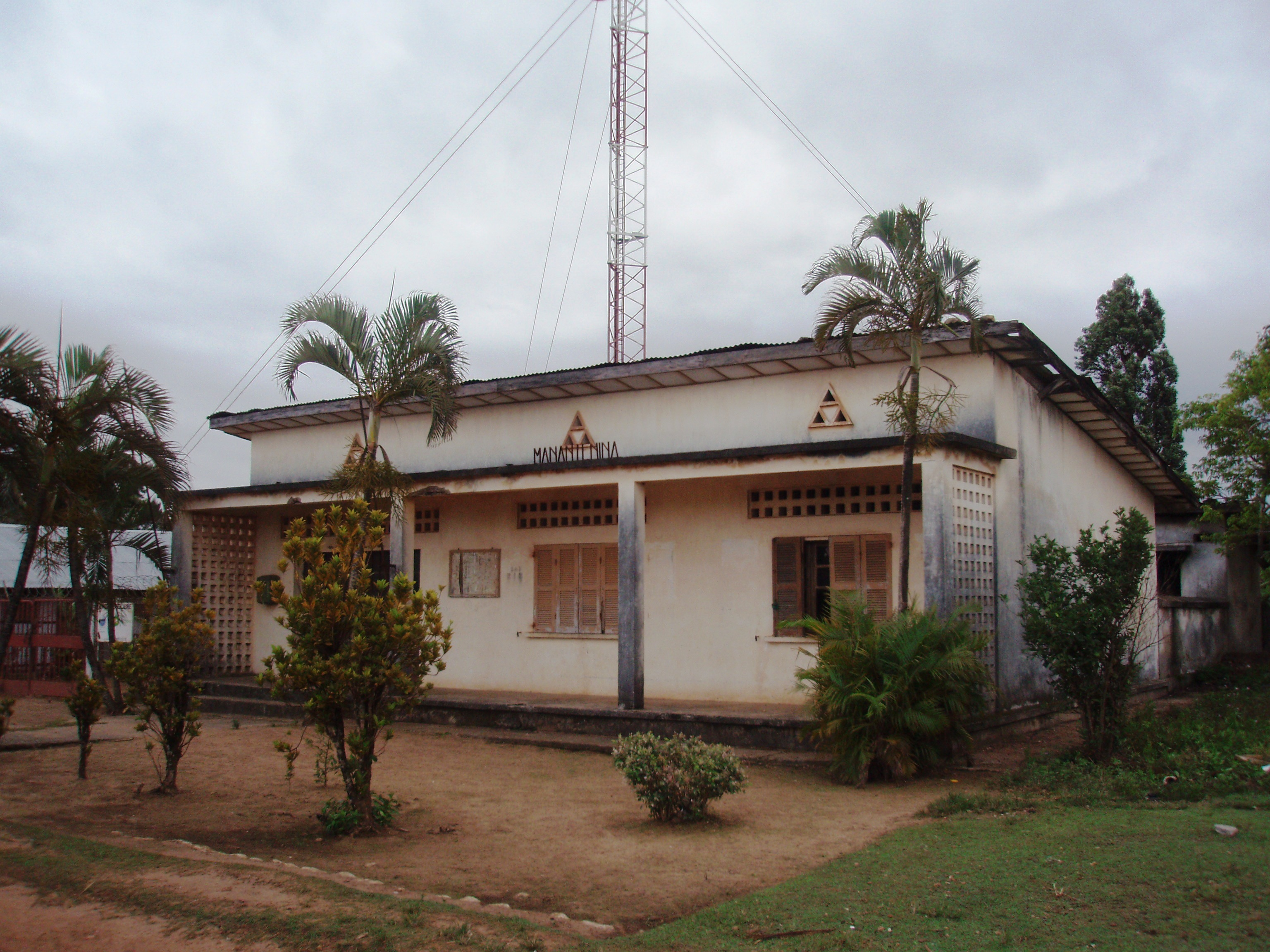
Postkantoor
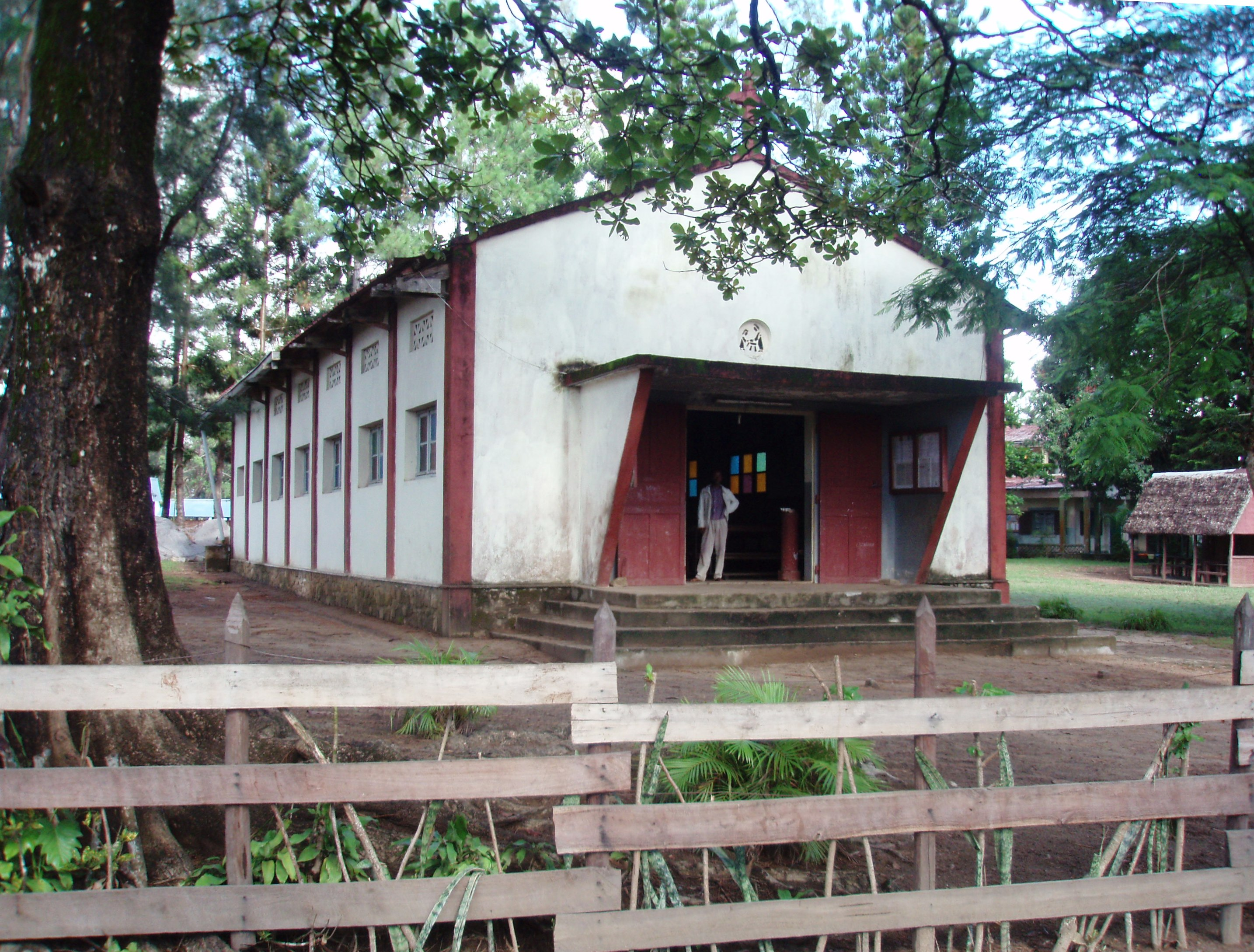
Katholieke kerk
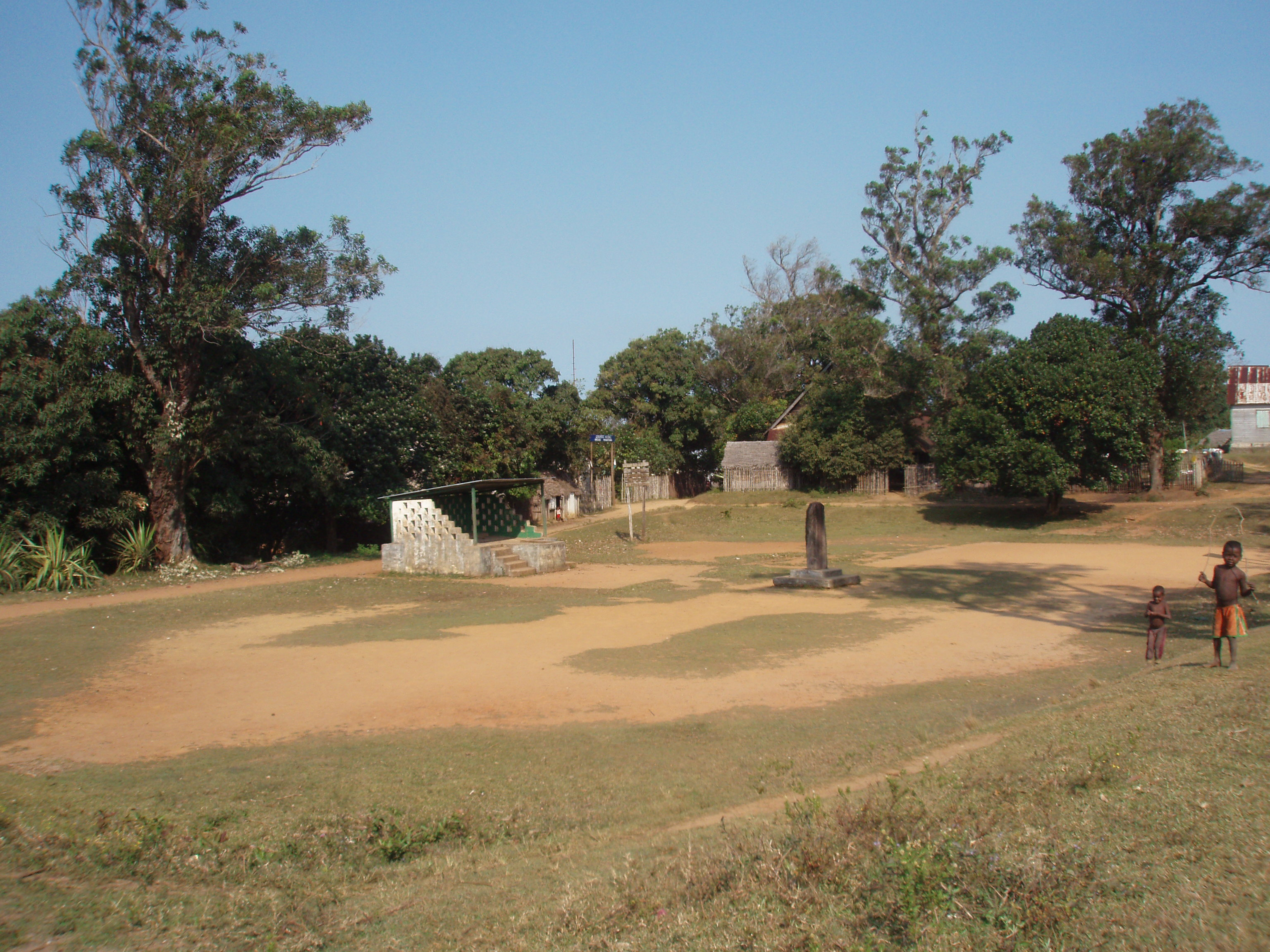
Centrale ontmoetingsplaats met gedenksteen van de onafhankelijkheid in 1960
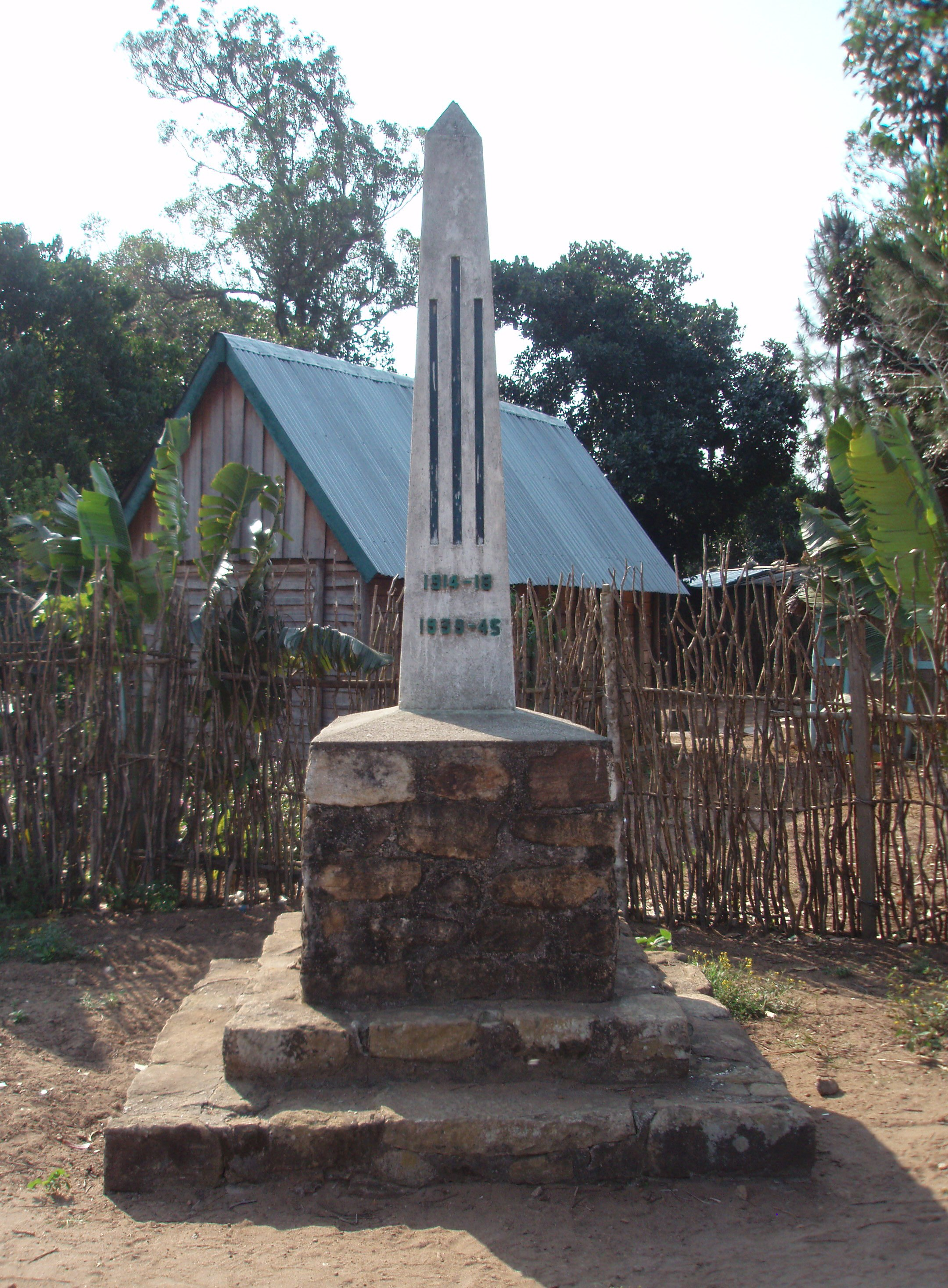
Gedenksteen voor de gesneuvelden in de Eerste en Tweede Wereldoorlog
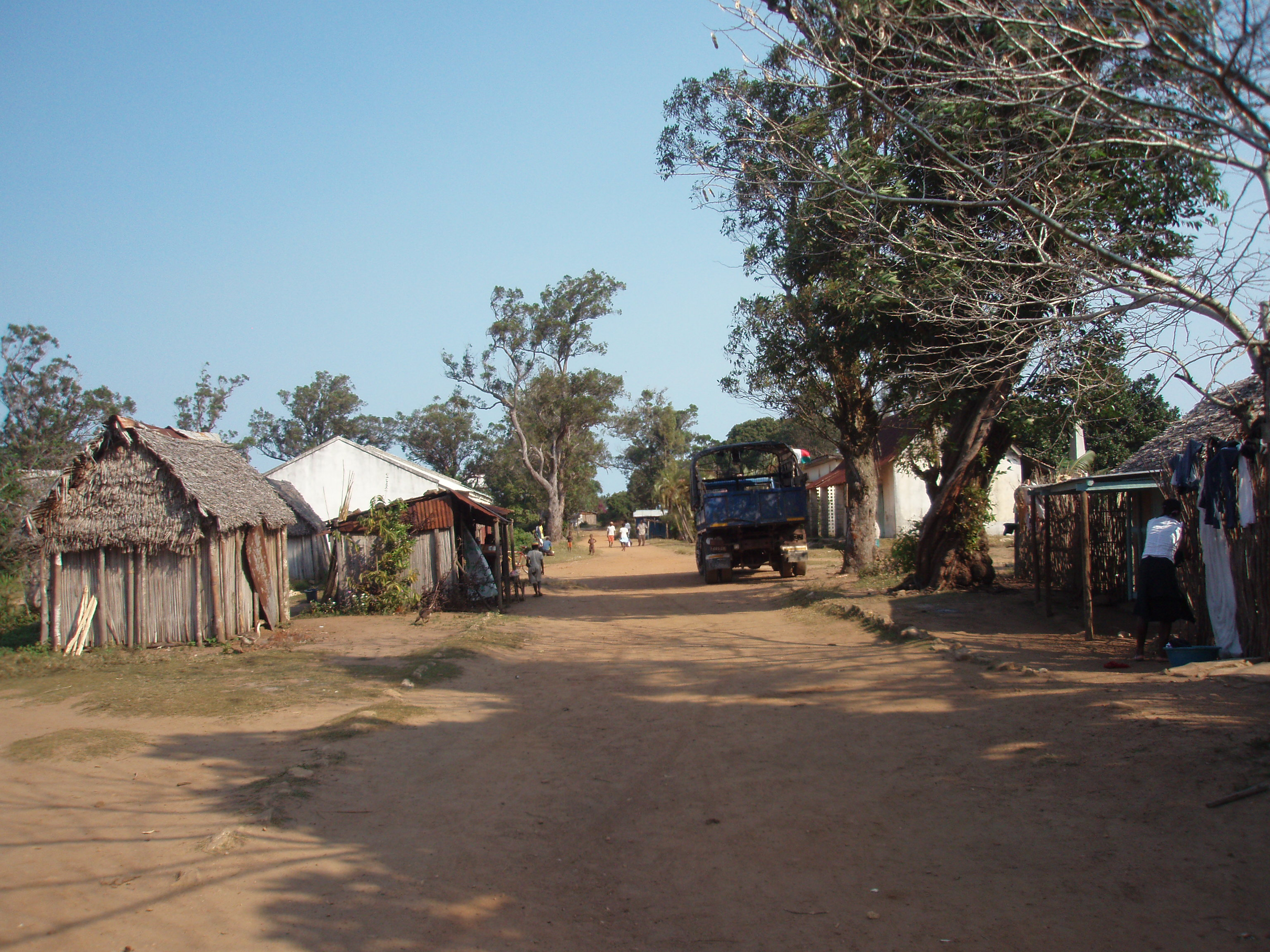
Blik op de hoofdstraat